# Krisa jezici
Krisa jezici, malena skupina jezika porodice sko, kojim govori oko ljudi u Papui Novoj Gvineji u provinciji Sandaun. 
Skupina obuhvaća četiri jezika: krisa ili isaka [ksi] 420 (2003 SIL); gotovo izumrli puari 35 (2003 SIL); rawo 640 (2003 SIL); i warapu 300 (2000 S. Wurm). Zajedno s jezicima skupine vanimo čine porodicu sko.

## Vanjske poveznice
- Ethnologue (14th)
- Ethnologue (15th)